# Alouettes sans tête
Les alouettes sans tête sont des paupiettes de bœuf ou de veau. Ce mets provençal, très populaire (paquetoun de biou) se compose d'un hachis, emballé dans une mince tranche de viande, et cuit dans une sauce où entrent du vin, des champignons, des herbes de Provence et des tomates. Il se retrouve quasiment à l'identique en Belgique sous la dénomination oiseau sans tête, où le vin est remplacé par de la bière.

## Historique
Dans La Cuisinière provençale, J.-B. Reboul indique qu'au XIXe siècle la préparation des alouettes était une pratique artisanale et non ménagère. Elle a continué, et chaque boucher prépare une farce à sa façon, où entrent principalement du petit salé, de l'ail, du persil et des épices. Celle-ci est empaquetée dans une fine tranche de bœuf roulée et ficelée avec du fil alimentaire. 

## Mets similaire
En Belgique, les oiseaux sans tête sont des paupiettes de bœuf cuisinées à la bière ou au madère. Préparées aussi par le boucher, elles garnissent de fines tranches de filet de bœuf, soit d'un hachis de porc et de bœuf, soit de porc et de veau. Les oiseaux se préparent en sauce, ou cuits au beurre. Ils sont accompagnés de choux, de carottes, de chicons braisés ou de pommes de terre sautées ou nature.

## Ingrédients
Cette roulade nécessite, outre de fines tranches de bœuf et du vin blanc, des oignons, des échalotes, un bouquet garni ou des herbes de Provence, de la pulpe de tomate, des champignons de Paris, de l'huile d'olive, du sel et du poivre. Facultativement peuvent s'y ajouter des carottes, des olives et une écorce d'orange.
L'appareil contenu dans les paupiettes est composé d'un morceau de lard et d'un hachis d'ail et de persil. Il ne faut surtout pas utiliser de chair à saucisse.

## Préparation
Les paupiettes, placées dans une cocotte, sont mises à revenir avec des bardes de lard. Puis oignons et échalotes émincés sont ensuite mis à suer. Quand ils ont pris une couleur blonde, les paupiettes les rejoignent. Dès que le fond attache, il est déglacé au vin blanc et sont rajoutés les champignons, les tomates puis le bouquet garni ou les herbes de Provence,.

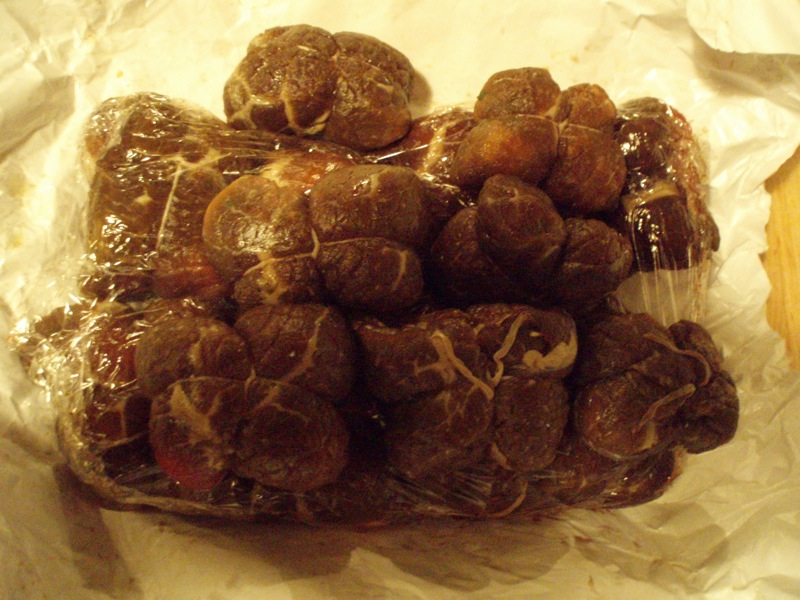
Alouettes préparées par un boucher.
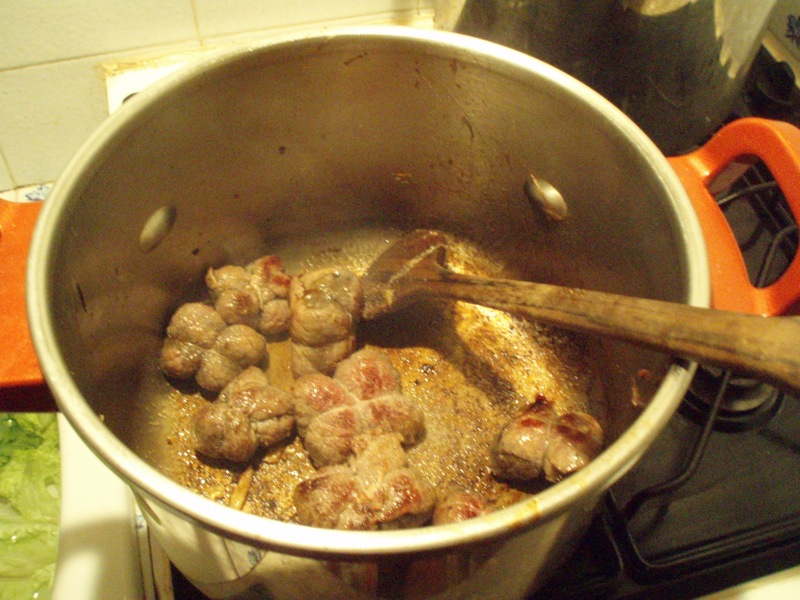
Paupiettes mises à revenir.
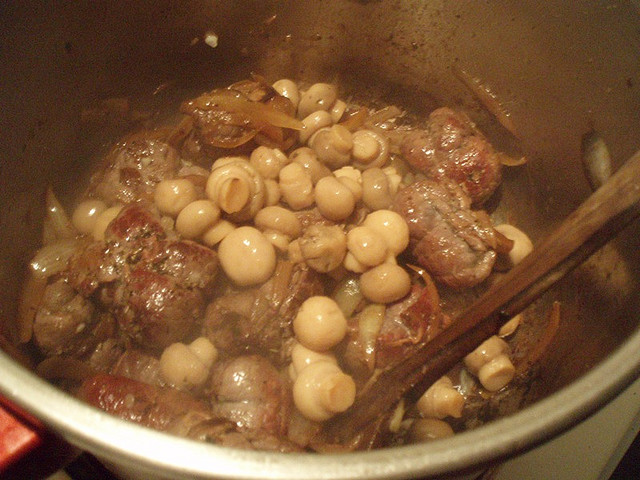
Ajout des champignons.
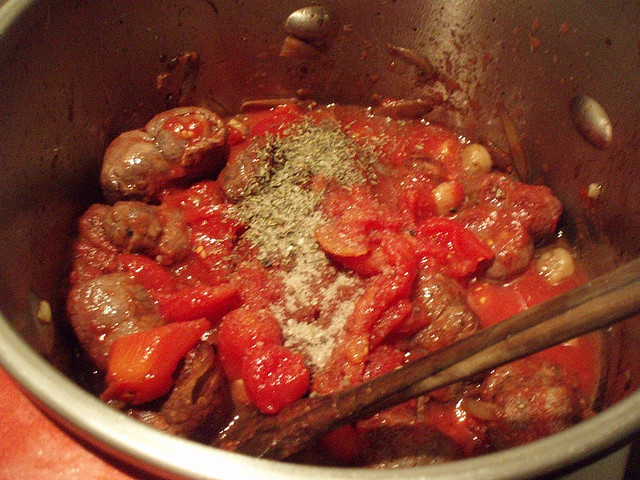
Ajout des tomates et herbes de Provence.